# الشياعي (السبرة)

تعديل مصدري - تعديل

الشياعي هي إحدى قرى عزلة عروان بمديرية السبرة التابعة لمحافظة إب، بلغ تعداد سكانها 640 نسمة حسب تعداد اليمن لعام 2004.